# A Taste Like Ginger
Az A Taste Like Ginger a Chandeen nevű német együttes válogatáslemeze mely 1998-ban jelent meg az Egyesült Államokban a Cleopatra kiadásában. A lemez az együttes 1994 és 1997 között született dalaiból származó válogatást tartalmaz. A 2., a 14. és a 15. szám a korábbi változatok azelőtt meg nem jelent verziója.

## Az album dalai
1. Ginger – 4:37
2. Easy To Fly – 4:10
3. Silver Days – 4:43
4. Anyone’s View To The Inside – 3:43
5. Mourning Was Driven Ashore – 2:43
6. Walking Through The Rain – 4:04
7. Before Sunrise – 6:07
8. In Power We Entrust The Love Advocated – 5:08
9. Fire And Water – 4:56
10. Strawberry Passion – 3:13
11. Imagination – 6:50
12. On Land – 7:25
13. To The Wild Roses – 8:04
14. Jutland – One Last View (Live) – 2:54
15. Red Letter Days (Live) – 4:28

## Közreműködők
- Axel Henninger – gitár
- Harald Löwry – billentyű
- Stephanie Härich – ének
- Antje Schulz – ének
- Dorothea Hohnstedt – fuvola